# Nikita Iwanow (funkcjonariusz NKWD)
Nikita Iwanowicz Iwanow (ros. Никита Иванович Иванов, ur. w kwietniu 1900 we wsi Alipino-Stiepanowo w guberni pskowskiej, zm. 21 stycznia 1940) – funkcjonariusz radzieckich służb specjalnych, major bezpieczeństwa państwowego.

## Życiorys
Urodził się w średniozamożnej rodzinie chłopskiej. W 1912 skończył szkołę w Nikitino, później pracował w gospodarstwie ojca, następnie w zakładzie ceglarsko-dachówkowym oraz w fabryce w Piotrogrodzie. W czerwcu 1917 został referentem rejonowej milicji, w 1918 pracował jako sekretarz w dziale paliwowym gubernialnego komitetu wykonawczego w Pskowie i pomocnik szefa powiatowej milicji, w kwietniu 1919 został członkiem RKP(b). W kwietniu 1919 został funkcjonariuszem Czeki, pracował jako pełnomocnik w Wydziale Specjalnym 20 i 24 Dywizji Piechoty 1 Armii na Froncie Wschodnim wojny domowej, od maja 1920 do października 1922 był pomocnikiem szefa Wydziału Specjalnego Czeki Fergańskiej Armijnej Grupy Wojsk, następnie do czerwca 1923 pomocnikiem szefa obwodowego oddziału GPU w Kabardo-Bałkarii. Od czerwca 1923 do grudnia 1924 kierował jednym z wydziałów Kubańsko-Czarnomorskiego Obwodowego Oddziału GPU, od grudnia 1924 do lutego 1931 był pomocnikiem szefa Dagestańskiego Obwodowego Oddziału GPU, od lutego 1931 do grudnia 1933 zastępcą szefa Terskiego Sektora Operacyjnego GPU, a od grudnia 1944 do 25 stycznia 1934 pomocnikiem szefa Ordżonikidzewskiego Sektora Operacyjnego GPU. Od 25 stycznia do 10 lipca 1934 był szefem Północnoosetyjskiego Obwodowego Oddziału GPU, a od 15 lipca 1934 do 1 lipca 1937 szefem Zarządu NKWD Północnoosetyjskiej ASRR, 25 grudnia 1935 otrzymał stopień kapitana, a 8 lipca 1937 majora bezpieczeństwa państwowego. Od 1 lipca do 13 sierpnia 1937 był ludowym komisarzem spraw wewnętrznych Północnoosetyjskiej ASRR, a od 13 sierpnia 1937 do 7 stycznia 1939 Czeczeńsko-Inguskiej ASRR. Był deputowanym do Rady Najwyższej ZSRR 1 kadencji.
7 stycznia 1939 został aresztowany, 19 stycznia 1940 skazany na śmierć przez Izbę Wojskową Sądu Najwyższego ZSRR i dwa dni potem rozstrzelany. Nie został zrehabilitowany.

## Odznaczenia
- Order Czerwonej Gwiazdy (19 grudnia 1937)
- Medal jubileuszowy „XX lat Robotniczo-Chłopskiej Armii Czerwonej” (22 lutego 1938)
- Odznaka "Honorowy Funkcjonariusz Czeki/GPU (XV)" (20 grudnia 1932)